# هيو روشي
هيو روشي (بالإنجليزية: Hugh Roach)‏ هو لاعب اتحاد الرغبي أسترالي، ولد في 11 سبتمبر 1992 في سيدني في أستراليا.

## وصلات خارجية
- هيو روشي على موقع ItsRugby.co.uk (الإنجليزية)